# Eleuses Paiva
Eleuses Vieira de Paiva (Santos, 13 de junho de 1953) é um médico, professor universitário e político brasileiro, foi deputado federal por três mandatos suplente por São Paulo. Ele é filiado ao Partido Social Democrático (PSD) e foi vice prefeito de São José do Rio Preto. Atualmente é o secretário estadual da saúde do Estado de São Paulo.

## Biografia
Nascido em Santos, Paiva é filho de um portuário e uma professora. O Dr. Eleuses Vieira de Paiva, é médico e ex-deputado federal.
Formou-se pela Faculdade de Medicina de Itajubá (FMIt), especializando-se em medicina nuclear pela  Universidade de São Paulo (FMUSP) em 1980. É professor na FAMERP (Faculdade de Medicina de Rio Preto) e criador do Instituto de Medicina Nuclear.
Foi eleito Presidente na seccional rio-pretense da APM (Associação Paulista de Medicina). Foi eleito Presidente da AMB (Associação Médica Brasileira).
Em abril de 2009, Paiva supriu a vaga de deputado federal deixada por Jorge Tadeu Mudalen. Ele permaneceu na vaga até março do ano seguinte. Como deputado federal, foi autor de diversos projetos em defesa dos médicos e da saúde pública. Apontado pela revista Veja como um dos deputados mais atuantes do Congresso Nacional, Eleuses Paiva tornou-se um dos principais porta-vozes da classe médica e da saúde pública no Congresso Brasileiro.
Entre janeiro de 2017 e dezembro de 2020 foi Secretário de Saúde e Vice-Prefeito de  São José do Rio Preto-SP.
Desde janeiro de 2023, ocupa o cargo de  Secretário de Saúde do Estado de São Paulo.